# Tatra T1
Tatra T1 je najstariji model čehoslovačkih tramvaja koncepcije PCC. Tramvaj se proizvodio u pedesetim godinama prošlog stoljeća u tvornicama ČKD Tatra i ČKD Stalingrad. U proizvodnji je zamijenjen tramvajima tipa Tatra T2.

## Konstrukcija
T1 (originalno TI) je jednosmjerni četveroosovinski tramvaj koji potječe od američke koncepcije PCC. Na jednoj strani karoserije ima troja vrata; tramvaj je originalno opremljen trolom (u šezdesetim godinama je isprobavan pantograf) i električnom opremom tipa TR32 s diodnom regulacijom. Tramvaji su imali s prednje i stražnje strane otvore za regulativni kabel. Tramvaj je imao jedan svjetlosni far koji je bio uži nego na drugim tramvajima Tatra.

## Prototip
Nakon dizajniranja 1951. godine su napravljena dva prototipa tramvaja T1. Prvi prototip je probno vozio po Pragu s garažnim brojem 5001. Drugi prototip je nakon proba zajedno s prvim vozio u redovnom prometu.
Danas su ti tramvaji sačuvani u Pragu, u muzeju javnog gradskog prijevoza.

## Nabave tramvaja
Proizvedeno je 287 tramvaja T1 tijekom 1951. i 1958. godine. 
| Država   | Grad           | Tip | Količina tramvaja | Garažni brojevi | Godine isporuke |
| -------- | -------------- | --- | ----------------- | --------------- | --------------- |
| Češka    | Most-Litvinov  | T1  | 34                | 201-234         | 1957. – 1958.   |
| Češka    | Olomouc        | T1  | 10                | 101-110         | 1957. – 1958.   |
| Češka    | Ostrava        | T1  | 44                | 501-544         | 1955. – 1957.   |
| Češka    | Plzeň          | T1  | 33                | 101-133         | 1955. – 1957.   |
| Češka    | Prag           | T1  | 133               | 5001-5133       | 1951. – 1956.   |
| Poljska  | Varšava        | T1  | 2                 | 501, 502        | 1955.           |
| Rusija   | Rostov na Donu | T1  | 20                | 301-320         | 1957.           |
| Slovačka | Košice         | T1  | 11                | 201-211         | 1956. – 1958.   |

U 1970. godinama su neki tramvaji T1 modernizirani stavljanjem nove karoserije tramvaja T3 na postolja tramvaja T1 (npr. Prag, Most-Litvinov)
. Zadnji tramvaji T1 su vozili u Plzeňu 4. travnja 1987. godine, a isti su poslani u muzej u Plzeňu.

## Povijesna vozila
| Grad    | Tvrtka | Garažni broj | Izmjene                |
| ------- | ------ | ------------ | ---------------------- |
| Brno    | TMB    | 5064         | ex Prag                |
| Prag    | DPP    | 5001, 5002   | 5002 za posebne vožnje |
| Plzeň   | PMDP   | 121          |                        |
| Ostrava | DPO    | 528          |                        |
| Košice  | DPMK   | 203          |                        |